# Exochus rombastus
Exochus rombastus là một loài tò vò trong họ Ichneumonidae.